# 허츠훙
허츠홍(贺慈红, 1975년 6월 6일 - )은 중화인민공화국의 수영 선수이다. 1993년 세계 쇼트 코스 수영 선수권 대회 여자 배영 200m에서 2분 06초 09초의 세계 기록을 세우며 우승했다. 1992년과 1992년 하계 올림픽에 참가했다.

## 같이 보기
- 수영 배영 100m 세계 기록 추이
- 수영 배영 200m 세계 기록 추이